# Yuki Kuriyama
Yuki Kuriyama (født 15. september 1988) er en tidligere japansk fodboldspiller.
Han har spillet for flere forskellige klubber i sin karriere, herunder Sagan Tosu.